# Australophiloscia nichollsi
Australophiloscia nichollsi är en kräftdjursart som först beskrevs av Albert Vandel 1973.  Australophiloscia nichollsi ingår i släktet Australophiloscia och familjen Philosciidae. Inga underarter finns listade i Catalogue of Life.